# 謝馬區
謝馬區是非洲中部國家烏干達的一個區，位於西部區，首府是基賓戈，海拔高度1,500米，距離姆巴拉拉約33公里，2002年人口估計為180,200。

## 外部連結
- Sheema District Information Portal